# 궁수자리 로2
궁수자리 로2(ρ2 Sgr)는 황도대의 궁수자리 방향에 있는 항성이다. 겉보기등급은 5.87로 맨눈으로 볼 수 있는 밝기의 경계선 근처에 있다. 지구로부터 봤을 때의 연주 시찻값 9.82 밀리초각으로부터 이 계까지의 거리는 약 330 광년이 나온다.
궁수자리 로2는 분광형 K0 III로 진화가 진척된 K형 거성이다. 1997년 있었던 달 엄폐 사건을 관측한 결과 주성으로부터 각거리 21 밀리초각 위치에서 동반성 하나를 발견했다. 로2의 동반성은 분광형 A5 정도의 A형 주계열성으로 보인다. 이 동반성은 종전 달의 엄폐 사건들에서는 포착되지 않았었다.